# Антоній Мінькевич
Антоній Мінькевич, іноді Мінкевич (пол. Antoni Mińkiewicz, іноді Minkiewicz; 16 вересня 1881, Личівка — після 12 липня 1920) — польський гірничий інженер, громадський діяч, міністр.

## Життєпис
Народився у зем'янській родині. Випускник 1-ї житомирської гімназії. Вступив у Київський університет святого Володимира, з якого був виключений за участь у польських молодіжних організаціях та участь у патріотичній маніфестації. Потім навчався в Гірничій академії в Леобені.
Працював гірничим інженером на шахті «Юзеф» у Старому Олькуші. Бувши головою рятувального комітету в Олькуші, доклав зусиль, зокрема, до створення 1916 року польської гімназії імені короля Казимира Великого, відділення Польського туристичного товариства та двотижневика «Літопис Олькуського повіту».
У проміжку з 23 жовтня 1918 по 4 листопада 1918 року і від 17 листопада 1918 по 30 вересня 1919 року був міністром продовольства в урядах Юзефа Свежинського, Єнджея Морачевського та Ігнація Яна Падеревського. 
Із січня 1920 року був головним комісаром Цивільного управління земель Волині і Подільського фронту. 12 липня 1920 року повертався поїздом із Проскурова у Кременець після перемовин про можливість утворення польсько-української федерації. Потяг атакували червоноармійці, після чого Мінькевич пропав безвісти, ймовірно, потрапивши у полон або загинувши
29 грудня 1921 року нагороджений Командорським хрестом ордена Відродження Польщі.
Із 1989 року обраний покровителем Олькуського краєзнавчого музею Польського туристично-краєзнавчого товариства.